# Eurocup 2018-2019
L'Eurocup 2018-2019 (chiamata 7Days Eurocup per ragioni di sponsorizzazione) è stata la diciassettesima edizione del secondo torneo europeo di pallacanestro per club organizzato da Euroleague Basketball, svoltasi tra ottobre 2018 e aprile 2019 ed è stata vinta per la quarta volta dal Valencia.

## Format competizione
Partecipano 24 squadre che vengono inserite in quattro gironi all'italiana da 6 squadre ciascuno. Le prime quattro di ciascun gruppo avanzano al turno successivo (denominato Top 16). Nella seconda fase le formazioni vengono divise in 4 gruppi di 4 squadre ciascuno. Le prime due classificate di ciascun gruppo avanzano alla fase finale ad eliminazione diretta. Le ultime due classificate di ciascun girone vengono eliminate. Quarti, semifinali e finale si giocano alla meglio delle tre partite.

## Squadre partecipanti
Le squadre partecipanti alla Regular season sono 24. Spagna, Russia e Lega Adriatica iscrivono tre squadre ciascuna, Italia, Francia, Germania e Turchia due, Polonia e Lituania una. Sono previste inoltre cinque wild card.
| Regular season         | Regular season               | Regular season              | Regular season            |
| ---------------------- | ---------------------------- | --------------------------- | ------------------------- |
| Crvena zvezda mts (2°) | ASVEL (WC)                   | Fiat Torino (WC)            | Valencia Basket (5°)      |
| Cedevita (3°)          | ALBA Berlin (2°)             | Lietuvos rytas (2°)         | MoraBanc Andorra (6°)     |
| Mornar (4°)            | Skyliners Frankfurt (8°)     | Prokom Gdynia (11°)         | Unicaja Málaga (7°)       |
| Partizan NIS (WC)      | ratiopharm Ulm (WC)          | Zenit Saint Petersburg (3°) | Tofaş (2°)                |
| Monaco (2°)            | Dolomiti Energia Trento (2°) | UNICS Kazan (4°)            | Galatasaray Odeabank (9°) |
| Limoges (4°)           | Germani Brescia (4°)         | Lokomotiv Kuban (5°)        | Turk Telekom Ankara (WC)  |

## Regular season

### Classifiche
Se due o più squadre al termine ottengono gli stessi punti, vengono classificate in base ai seguenti criteri:
1. Scontri diretti.
2. Differenza punti negli scontri diretti.
3. Differenza punti generale.
4. Punti fatti.
5. Somma dei quozienti di punti fatti e punti subiti in ogni partita.

| Qualificata alla Top 16 |
| Eliminata               |

#### Gruppo A
|    | Squadra              | G  | V | P | PF  | PS  | DP  | Tie |
| -- | -------------------- | -- | - | - | --- | --- | --- | --- |
| 1. | Monaco               | 10 | 7 | 3 | 796 | 757 | +39 |     |
| 2. | MoraBanc Andorra     | 10 | 6 | 4 | 852 | 834 | +18 | +5  |
| 3. | Crvena zvezda mts    | 10 | 6 | 4 | 825 | 768 | +57 | -5  |
| 4. | ratiopharm Ulm       | 10 | 5 | 5 | 824 | 827 | -3  |     |
| 5. | Germani Brescia      | 10 | 3 | 7 | 780 | 842 | -62 | +15 |
| 6. | Galatasaray Odeabank | 10 | 3 | 7 | 761 | 810 | -49 | -15 |

|                      | CRZ      | GAL      | BRE      | ULM      | AND     | MON     |
| -------------------- | -------- | -------- | -------- | -------- | ------- | ------- |
| Crvena zvezda mts    | ––––     | 87 - 57  | 103 - 67 | 88- 73   | 85 - 79 | 75 - 91 |
| Galatasaray Odeabank | 83 - 100 | ––––     | 84 - 76  | 77 - 69  | 84 - 73 | 85 - 86 |
| Germani Brescia      | 69 - 61  | 88 - 65  | ––––     | 80 - 97  | 73 - 79 | 68 - 80 |
| ratiopharm Ulm       | 95 - 80  | 103 - 92 | 83 - 82  | ––––     | 88 - 80 | 65 - 75 |
| MoraBanc Andorra     | 91 - 80  | 95 - 87  | 110 - 91 | 103 - 95 | -----   | 87 - 80 |
| Monaco               | 63 - 66  | 76 - 71  | 80 - 86  | 84 - 81  | 81 - 73 | ––––    |

#### Gruppo B
|    | Squadra         | G  | V | P | PF  | PS  | DP   | Tie |
| -- | --------------- | -- | - | - | --- | --- | ---- | --- |
| 1. | Lokomotiv Kuban | 10 | 9 | 1 | 847 | 757 | +90  |     |
| 2. | ALBA Berlin     | 10 | 7 | 3 | 883 | 835 | +48  |     |
| 3. | Cedevita        | 10 | 5 | 5 | 853 | 831 | +22  |     |
| 4. | Limoges         | 10 | 4 | 6 | 818 | 846 | -28  | +14 |
| 5. | Tofaş           | 10 | 4 | 6 | 891 | 908 | -17  | -14 |
| 6. | Prokom Gdynia   | 10 | 1 | 9 | 755 | 870 | -115 |     |

|                 | KUB      | CED       | BER       | TOF      | LIM     | GDY      |
| --------------- | -------- | --------- | --------- | -------- | ------- | -------- |
| Lokomotiv Kuban | ––––     | 80 - 76   | 75 - 83   | 95 - 72  | 82 - 64 | 96 - 72  |
| Cedevita        | 81 - 85  | ––––      | 75 - 73   | 92 - 96  | 91 - 71 | 94 - 87  |
| ALBA Berlin     | 82 - 92  | 102 - 109 | ––––      | 107 - 91 | 84 - 76 | 82 - 68  |
| Tofaş           | 99 - 105 | 94 - 89   | 101 - 106 | ––––     | 92 - 98 | 96 - 79  |
| Limoges         | 64 - 72  | 82 - 68   | 93 - 102  | 89 - 81  | -----   | 103 - 87 |
| Prokom Gdynia   | 73 - 80  | 61 - 78   | 64 - 76   | 77 - 87  | 87 - 78 | ––––     |

#### Gruppo C
|    | Squadra                 | G  | V | P | PF  | PS  | DP  | Tie |
| -- | ----------------------- | -- | - | - | --- | --- | --- | --- |
| 1. | Valencia Basket         | 10 | 8 | 2 | 846 | 759 | +87 |     |
| 2. | ASVEL                   | 10 | 7 | 3 | 781 | 732 | +49 |     |
| 3. | Partizan NIS            | 10 | 4 | 6 | 756 | 771 | -15 | +13 |
| 4. | Zenit Saint Petersburg  | 10 | 4 | 6 | 840 | 823 | +17 | +2  |
| 5. | Türk Telekom Ankara     | 10 | 4 | 6 | 766 | 819 | -53 | -15 |
| 6. | Dolomiti Energia Trento | 10 | 3 | 7 | 745 | 830 | -85 |     |

|                         | VAL      | ZEN     | TRE      | ANK      | PAR     | ASV     |
| ----------------------- | -------- | ------- | -------- | -------- | ------- | ------- |
| Valencia Basket         | ––––     | 97 - 89 | 87 - 66  | 101 - 83 | 79 - 71 | 84 - 62 |
| Zenit Saint Petersburg  | 104 - 93 | ––––    | 99 - 102 | 91 - 80  | 75 - 71 | 81 - 84 |
| Dolomiti Energia Trento | 83 - 95  | 60 - 93 | ––––     | 77 - 81  | 82 - 73 | 79 - 77 |
| Türk Telekom Ankara     | 67 - 72  | 81 - 75 | 84 - 77  | ––––     | 77 - 72 | 78 - 83 |
| Partizan NIS            | 61 - 69  | 89 - 82 | 76 - 71  | 87 - 72  | -----   | 78 - 89 |
| ASVEL                   | 73 - 69  | 89 - 68 | 75 - 61  | 84 - 63  | 75 - 78 | ––––    |

#### Gruppo D
|    | Squadra             | G  | V | P  | PF  | PS  | DP   | Tie |
| -- | ------------------- | -- | - | -- | --- | --- | ---- | --- |
| 1. | UNICS Kazan         | 10 | 9 | 1  | 846 | 750 | +96  |     |
| 2. | Unicaja Málaga      | 10 | 8 | 2  | 897 | 788 | +109 |     |
| 3. | Skyliners Frankfurt | 10 | 6 | 4  | 767 | 762 | +5   |     |
| 4. | Lietuvos rytas      | 10 | 5 | 5  | 769 | 776 | -7   |     |
| 5. | Mornar              | 10 | 2 | 8  | 772 | 905 | -133 |     |
| 6. | Fiat Torino         | 10 | 0 | 10 | 800 | 870 | -70  |     |

|                     | MAL       | KAZ     | TOR     | RYT      | FRA     | MOR      |
| ------------------- | --------- | ------- | ------- | -------- | ------- | -------- |
| Unicaja Málaga      | ––––      | 82 - 80 | 89 - 68 | 95 - 76  | 91 - 64 | 111 - 76 |
| UNICS Kazan         | 87 - 84   | ––––    | 92 - 78 | 86 - 73  | 83 - 80 | 90 - 73  |
| Fiat Torino         | 104 - 105 | 72 - 82 | ––––    | 96 - 101 | 75 - 85 | 80 - 84  |
| Lietuvos rytas      | 80 - 72   | 81 - 87 | 86 - 79 | ––––     | 61 - 70 | 71 - 67  |
| Skyliners Frankfurt | 78 - 84   | 65 - 72 | 88 - 85 | 65 - 63  | -----   | 98 - 75  |
| Mornar              | 85 - 96   | 74 - 97 | 86 - 83 | 69 - 92  | 83 - 87 | ––––     |

## Top 16
Vi prendono parte le 16 squadre che hanno superato la Regular Season.
Le 16 formazioni sono suddivise in 4 raggruppamenti da 4 squadre ciascuno. Si qualificano ai quarti di finale le prime due classificate di ogni girone.

### Classifiche
Nel caso due o più squadre al termine ottengano gli stessi punti, vengono classificate in base ai seguenti criteri:
1. Scontri diretti.
2. Differenza punti negli scontri diretti.
3. Differenza punti generale.
4. Punti fatti.
5. Somma dei quozienti di punti fatti e punti subiti in ogni partita.

| Qualificata alla fase ad eliminazione diretta |
| Eliminata                                     |

#### Gruppo E
|    | Squadra        | G | V | P | PF  | PS  | DP  | Tie |
| -- | -------------- | - | - | - | --- | --- | --- | --- |
| 1. | ALBA Berlin    | 6 | 5 | 1 | 487 | 451 | +36 |     |
| 2. | Lietuvos rytas | 6 | 3 | 3 | 482 | 460 | +22 |     |
| 3. | Monaco         | 6 | 2 | 4 | 418 | 457 | -39 | +1  |
| 4. | Partizan NIS   | 6 | 2 | 4 | 442 | 461 | -19 | -1  |

|                | BER     | RYT     | MON     | PAR     |
| -------------- | ------- | ------- | ------- | ------- |
| ALBA Berlin    | ––––    | 87 - 85 | 83 - 74 | 97 - 74 |
| Lietuvos rytas | 79 - 79 | ––––    | 90 - 68 | 80 - 74 |
| Monaco         | 61 - 75 | 75 - 70 | ––––    | 68 - 71 |
| Partizan NIS   | 78 - 66 | 77 - 78 | 68 - 72 | ––––    |

#### Gruppo F
|    | Squadra             | G | V | P | PF  | PS  | DP   | Tie |
| -- | ------------------- | - | - | - | --- | --- | ---- | --- |
| 1. | ASVEL               | 6 | 5 | 1 | 445 | 411 | +34  |     |
| 2. | Lokomotiv Kuban     | 6 | 4 | 2 | 474 | 423 | +51  |     |
| 3. | ratiopharm Ulm      | 6 | 3 | 3 | 485 | 464 | +21  |     |
| 4. | Skyliners Frankfurt | 6 | 0 | 6 | 368 | 474 | -106 |     |

|                     | ASV     | KUB     | ULM     | FRA     |
| ------------------- | ------- | ------- | ------- | ------- |
| ASVEL               | ––––    | 72 - 61 | 93 - 89 | 75 - 52 |
| Lokomotiv Kuban     | 65 - 67 | ––––    | 88 - 76 | 84 - 58 |
| ratiopharm Ulm      | 86 - 68 | 81 - 84 | ––––    | 70 - 63 |
| Skyliners Frankfurt | 58 - 70 | 69 - 92 | 68 - 83 | ––––    |

#### Gruppo G
|    | Squadra           | G | V | P | PF  | PS  | DP  | Tie |
| -- | ----------------- | - | - | - | --- | --- | --- | --- |
| 1. | Valencia Basket   | 6 | 6 | 0 | 501 | 458 | +43 |     |
| 2. | Unicaja Málaga    | 6 | 3 | 3 | 468 | 485 | -17 |     |
| 3. | Crvena zvezda mts | 6 | 2 | 4 | 490 | 485 | +5  |     |
| 4. | Limoges           | 6 | 1 | 5 | 450 | 481 | -31 |     |

|                   | CRZ     | LIM     | MAL      | VAL     |
| ----------------- | ------- | ------- | -------- | ------- |
| Crvena zvezda mts | ––––    | 83 - 71 | 105 - 89 | 81 - 82 |
| Limoges           | 72 - 71 | ––––    | 77 - 78  | 74 - 79 |
| Unicaja Málaga    | 79 - 74 | 79 - 72 | ––––     | 69 - 72 |
| Valencia Basket   | 92 - 76 | 91 - 84 | 85 - 74  | ––––    |

#### Gruppo H
|    | Squadra                | G | V | P | PF  | PS  | DP  | Tie |
| -- | ---------------------- | - | - | - | --- | --- | --- | --- |
| 1. | UNICS Kazan            | 6 | 5 | 1 | 507 | 426 | +81 | +13 |
| 2. | MoraBanc Andorra       | 6 | 5 | 1 | 479 | 459 | +20 | -13 |
| 3. | Zenit Saint Petersburg | 6 | 2 | 4 | 456 | 475 | -19 |     |
| 4. | Cedevita               | 6 | 0 | 6 | 474 | 556 | -82 |     |

|                        | CED      | AND     | KAZ      | ZEN     |
| ---------------------- | -------- | ------- | -------- | ------- |
| Cedevita               | ––––     | 81 - 87 | 83 - 100 | 75 - 79 |
| MoraBanc Andorra       | 87 - 81  | ––––    | 86 - 80  | 86 - 74 |
| UNICS Kazan            | 105 - 70 | 72 - 53 | ––––     | 68 - 67 |
| Zenit Saint Petersburg | 98 - 84  | 71 - 80 | 67 - 82  | ––––    |

## Fase ad eliminazione diretta
Nella fase ad eliminazione diretta le squadre si affrontano in serie al meglio delle tre partite. La squadra meglio piazzata delle due nella Top 16 giocherà la prima e la terza (se necessaria) partita in casa.

### Tabellone
|  | Quarti di finale | Quarti di finale | Quarti di finale | Quarti di finale | Quarti di finale |  |  | Semifinali | Semifinali       | Semifinali       | Semifinali   | Semifinali |    |    | Finale | Finale          | Finale | Finale | Finale |  |
|  |                  |                  |                  |                  |                  |  |  |            |                  |                  |              |            |    |    |        |                 |        |        |        |  |
|  | 1G               | Valencia Basket  | Valencia Basket  | 75               | 71               |  |  |            |                  |                  |              |            |    |    |        |                 |        |        |        |  |
|  | 2E               | Lietuvos rytas   | Lietuvos rytas   | 64               | 56               |  |  | 1G         | Valencia Basket  | Valencia Basket  | 69           | 79         |    |    |        |                 |        |        |        |  |
|  | 1H               | UNICS Kazan'     | 86               | 59               | 69               |  |  | 1H         | UNICS Kazan'     | UNICS Kazan'     | 64           | 73         |    |    |        |                 |        |        |        |  |
|  | 2F               | Lokomotiv Kuban' | 66               | 68               | 65               |  |  |            |                  |                  |              |            |    |    | 1G     | Valencia Basket | 89     | 92     | 89     |  |
|  | 1E               | ALBA Berlino     | 90               | 101              | 79               |  |  |            |                  | 1E               | ALBA Berlino | 75         | 95 | 63 |        |                 |        |        |        |  |
|  | 2G               | Unicaja Málaga   | 91               | 81               | 75               |  |  | 1E         | ALBA Berlino     | ALBA Berlino     | 102          | 87         |    |    |        |                 |        |        |        |  |
|  | 1F               | ASVEL            | 79               | 79               | 80               |  |  | 2H         | MoraBanc Andorra | MoraBanc Andorra | 97           | 81         |    |    |        |                 |        |        |        |  |
|  | 2H               | MoraBanc Andorra | 75               | 98               | 82               |  |  |            |                  |                  |              |            |    |    |        |                 |        |        |        |  |

### Quarti di finale
| Squadra 1       | Totale | Squadra 2        | Gara 1 | Gara 2 | Gara 3 |
| --------------- | ------ | ---------------- | ------ | ------ | ------ |
| ALBA Berlino    | 2 - 1  | Unicaja Málaga   | 90-91  | 101-81 | 79-75  |
| ASVEL           | 1 - 2  | MoraBanc Andorra | 79-75  | 79-98  | 80-82  |
| Valencia Basket | 2 - 0  | Lietuvos rytas   | 75-64  | 71-56  |        |
| UNICS Kazan'    | 2 - 1  | Lokomotiv Kuban' | 86-66  | 59-68  | 69-65  |

#### ALBA Berlino - Unicaja Málaga
| Arbitri: | Oļegs Latiševs Sergio Silva Saulius Racys |

|                                                      |          |                                          |
| Siva 14 Giedraitis, Giffey, Hermannsson 13 Saibou 10 | Punti    | 18 Lessort 17 Waczyński 10 Milosavljević |
| Hermannsson 10                                       | Assist   | 4 Boatright                              |
| Nnoko 6                                              | Rimbalzi | 7 Lessort                                |

| Arbitri: | Saša Pukl Petros Papapetrou Uroš Nikolić |

|                                   |          |                                             |
| Shermadini 15 Roberts 13 Salin 12 | Punti    | 23 Giedraitis 14 Sikma 11 Hermannsson, Siva |
| Roberts 9                         | Assist   | 9 Hermannsson                               |
| Lessort, Wiltjer 5                | Rimbalzi | 6 Sikma, Siva                               |

| Arbitri: | Ilija Belosevic Sašo Petek Josip Radojkovic |

|                                                     |          |                              |
| Siva 15 Giedraitis, Sikma 14 Hermannsson, Saibou 10 | Punti    | 18 Lessort 17 Salin 9 Suárez |
| Siva 10                                             | Assist   | 5 Boatright                  |
| Sikma 7                                             | Rimbalzi | 7 Suárez                     |

#### ASVEL - MoraBanc Andorra
| Arbitri: | Spiros Gkontas Gytis Vilius Michele Rossi |

|                                  |          |                                       |
| Kahudi 21 Slaughter 15 Lighty 13 | Punti    | 16 Diagne 12 Vitali 11 Albicy, Shurna |
| Kalnietis 5                      | Assist   | 4 Ennis, Jelínek                      |
| Kalnietis 7                      | Rimbalzi | 8 Diagne                              |

| Arbitri: | Jakub Zamojski Robert Vyklicky Josip Radojkovic |

|                           |          |                                  |
| Luz 17 Ennis 15 Shurna 12 | Punti    | 16 Maledon 14 Slaughter 12 Bilan |
| Albicy 7                  | Assist   | 5 Maledon                        |
| Ennis, Vitali 6           | Rimbalzi | 8 Bilan                          |

| Arbitri: | Chrīstos Christodoulou Aare Halliko Renaud Geller |

|                              |          |                                      |
| Bilan 19 Lighty 16 Kahudi 14 | Punti    | 14 Ennis, Jordan 13 Jelínek 9 Diagne |
| Kalnietis 7                  | Assist   | 7 Ennis                              |
| Bilan 8                      | Rimbalzi | 5 Diagne                             |

#### Valencia - Lietuvos Rytas
| Arbitri: | Chrīstos Christodoulou Ersan Kartal Marko Juras |

|                                                          |          |                                                              |
| M. Thomas 15 Abalde, Doornekamp, San Emeterio 10 Vives 8 | Punti    | 11 Seeley, Sirvydis 10 Girdžiūnas, Parachoŭski 6 Butkevičius |
| Van Rossom, Vives 3                                      | Assist   | 4 Stipčević                                                  |
| Tobey 9                                                  | Rimbalzi | 8 Echodas                                                    |

| Arbitri: | Ilija Belosevic Matej Boltauzer Amit Balak |

|                                                 |          |                                              |
| Echodas 11 Bendžius, Parachoŭski 10 Stipčević 9 | Punti    | 18 Tobey 11 San Emeterio 8 Sastre, W. Thomas |
| Butkevičius, Stipčević 6                        | Assist   | 5 Van Rossom                                 |
| Butkevičius 6                                   | Rimbalzi | 7 Tobey                                      |

#### UNICS Kazan' - Lokomotiv Kuban'
| Arbitri: | Sreten Radovic Milan Nedovic Hugues Thepenier |

|                                |          |                                  |
| McCollum 32 Henry 18 Morgan 10 | Punti    | 17 Kulagin 16 Johnson 7 Chvostov |
| Henry 9                        | Assist   | 4 Chvostov, Lacey                |
| Ejim, Kaimakoglou 7            | Rimbalzi | 6 McLean                         |

| Arbitri: | Emin Mogulkoc Mehdi Difallah Eduard Udyanskyy |

|                                |          |                                                 |
| Kulagin 26 Ponitka 11 Lacey 10 | Punti    | 19 McCollum 6 Henry, Kolesnikov, Morgan 5 Ndour |
| Chvostov, Lacey, Ponitka 4     | Assist   | 6 Henry                                         |
| Wright 7                       | Rimbalzi | 7 Henry                                         |

| Arbitri: | Damir Javor Amit Balak Sinan Isguder |

|                                    |          |                                        |
| Kaimakoglou 14 McCollum 11 Smith 9 | Punti    | 16 Kulagin 15 Johnson 9 McLean, Wright |
| Henry 5                            | Assist   | 4 Chvostov                             |
| McCollum 5                         | Rimbalzi | 12 Johnson                             |

### Semifinali
| Squadra 1       | Totale | Squadra 2        | Gara 1 | Gara 2 | Gara 3 |
| --------------- | ------ | ---------------- | ------ | ------ | ------ |
| ALBA Berlino    | 2 - 0  | MoraBanc Andorra | 102-97 | 87-81  |        |
| Valencia Basket | 2 - 0  | UNICS Kazan'     | 69-64  | 79-73  |        |

#### ALBA Berlino - MoraBanc Andorra
| Arbitri: | Milivoje Jovcic Milos Koljensic Nick van den Broeck |

|                            |          |                                               |
| Sikma 20 Siva 18 Giffey 14 | Punti    | 16 Jelínek 14 Albicy, Ennis, Jordan 11 Vitali |
| Siva 9                     | Assist   | 12 Albicy                                     |
| Sikma 7                    | Rimbalzi | 10 Upshaw                                     |

| Arbitri: | Luigi Lamonica Elias Koromilas Marcin Kowalski |

|                              |          |                                 |
| Albicy 20 Jordan 17 Upshaw 9 | Punti    | 21 Siva 14 Giedraitis 12 Saibou |
| Albicy 6                     | Assist   | 3 Sikma, Siva                   |
| Jordan 7                     | Rimbalzi | 6 Giffey, Thiemann              |

#### Valencia - UNICS Kazan'
| Arbitri: | Jakub Zamojski Saso Petek Michele Rossi |

|                                                 |          |                             |
| San Emeterio, Tobey 14 M. Thomas 13 W. Thomas 7 | Punti    | 16 McCollum 13 Ejim 8 Ndour |
| Vives 4                                         | Assist   | 5 Henry                     |
| Dubljević 8                                     | Rimbalzi | 9 Ndour                     |

| Arbitri: | Saša Pukl Seffi Shemmesh Uros Nikolic |

|                                          |          |                                                       |
| McCollum 13 Ndour, Smith 11 Ponkrašov 10 | Punti    | 15 M. Thomas, Van Rossom 11 San Emeterio 10 Dubljević |
| McCollum 5                               | Assist   | 3 Abalde, M. Thomas, Van Rossom                       |
| Morgan 7                                 | Rimbalzi | 7 W. Thomas                                           |

### Finale
| Squadra 1       | Totale | Squadra 2    | Gara 1 | Gara 2 | Gara 3 |
| --------------- | ------ | ------------ | ------ | ------ | ------ |
| Valencia Basket | 2 - 1  | ALBA Berlino | 89-75  | 92-95  | 89-63  |

#### Gara 1
| Arbitri: | Sreten Radović Emin Moğulkoç Robert Vyklický |

|                                         |          |                                     |
| W. Thomas 22 M. Thomas 16 Van Rossom 15 | Punti    | 17 Siva 16 Hermannsson 9 Giedraitis |
| Van Rossom 7                            | Assist   | 7 Siva                              |
| Dubljević 8                             | Rimbalzi | 5 Sikma, Thiemann                   |

| Quintetto titolare | Quintetto titolare | Quintetto titolare    | Pt | Rim | Ass |
| ------------------ | ------------------ | --------------------- | -- | --- | --- |
| P                  | 9                  | Sam Van Rossom        | 15 | 1   | 7   |
| AP                 | 19                 | Fernando San Emeterio | 11 | 4   | 1   |
| AP                 | 30                 | Joan Sastre           | 2  | 2   | 2   |
| AG                 | 10                 | Will Thomas           | 22 | 6   | 1   |
| C                  | 13                 | Mike Tobey            | 3  | 6   | 1   |
| Panchina:          |                    |                       |    |     |     |
| GA                 | 6                  | Alberto Abalde        | 2  | 0   | 0   |
| C                  | 7                  | Louis Labeyrie        | 7  | 6   | 0   |
| P                  | 8                  | Antoine Diot          | 0  | 2   | 4   |
| AC                 | 14                 | Bojan Dubljević       | 9  | 8   | 1   |
| G                  | 17                 | Rafael Martínez       | 0  | 0   | 0   |
| G                  | 21                 | Matt Thomas           | 16 | 1   | 1   |
| A                  | 42                 | Aaron Doornekamp      | 2  | 4   | 2   |
| Allenatore:        |                    |                       |    |     |     |
| Jaume Ponsarnau    |                    |                       |    |     |     |

| Valencia Basket |  | Alba Berlino |

| Valencia      | Statistiche        | Alba Berlino  |
| ------------- | ------------------ | ------------- |
|               | Statistiche        |               |
| 23/36 (63.9%) | Tiro da 2          | 16/37 (43.2%) |
| 9/26 (34.6%)  | Tiro da 3          | 12/24 (50%)   |
| 16/20 (80%)   | Tiri liberi        | 7/12 (58.3%)  |
| 16            | Rimbalzi offensivi | 9             |
| 26            | Rimbalzi difensivi | 15            |
| 42            | Rimbalzi totali    | 24            |
| 20            | Assist             | 16            |
| 12            | Palle perse        | 10            |
| 4             | Palle rubate       | 5             |
| 1             | Stoppate           | 1             |
| 16            | Falli              | 21            |

| Quintetto titolare  | Quintetto titolare | Quintetto titolare | Pt | Rim | Ass |
| ------------------- | ------------------ | ------------------ | -- | --- | --- |
| P                   | 3                  | Peyton Siva        | 17 | 1   | 7   |
| P                   | 15                 | Martin Hermannsson | 16 | 0   | 2   |
| GA                  | 31                 | Rokas Giedraitis   | 9  | 2   | 3   |
| AG                  | 43                 | Luke Sikma         | 7  | 5   | 3   |
| C                   | 42                 | Dennis Clifford    | 4  | 0   | 0   |
| Panchina:           |                    |                    |    |     |     |
| P                   | 1                  | Joshiko Saibou     | 0  | 1   | 0   |
| GA                  | 5                  | Niels Giffey       | 7  | 2   | 0   |
| AG                  | 10                 | Tim Schneider      | 0  | 2   | 0   |
| AP                  | 22                 | Franz Wagner       | 2  | 0   | 0   |
| PG                  | 25                 | Kenneth Ogbe       | 1  | 1   | 0   |
| AG                  | 32                 | Johannes Thiemann  | 8  | 5   | 1   |
| C                   | 35                 | Landry Nnoko       | 4  | 3   | 0   |
| Allenatore:         |                    |                    |    |     |     |
| Aíto García Reneses |                    |                    |    |     |     |

#### Gara 2
| Arbitri: | Ilija Belošević Elias Koromilas Gytis Vilius |

|                     |          |               |
| Giedraitis 17       | Punti    | Van Rossom 22 |
| Hermannsson, Siva 6 | Assist   |               |
| Sikma 6             | Rimbalzi | Labeyrie 5    |

| Quintetto titolare  | Quintetto titolare | Quintetto titolare | Pt   | Rim  | Ass  |
| ------------------- | ------------------ | ------------------ | ---- | ---- | ---- |
| P                   | 3                  | Peyton Siva        | 14   | 2    | 6    |
| P                   | 15                 | Martin Hermannsson | 14   | 4    | 6    |
| GA                  | 31                 | Rokas Giedraitis   | 17   | 2    | 1    |
| AG                  | 43                 | Luke Sikma         | 15   | 6    | 4    |
| C                   | 42                 | Dennis Clifford    | 5    | 4    | 0    |
| Panchina:           |                    |                    |      |      |      |
| P                   | 1                  | Joshiko Saibou     | 2    | 1    | 1    |
| GA                  | 5                  | Niels Giffey       | 11   | 2    | 1    |
| AG                  | 10                 | Tim Schneider      | 0    | 3    | 0    |
| AP                  | 22                 | Franz Wagner       | 6    | 0    | 0    |
| PG                  | 25                 | Kenneth Ogbe       | n.e. | n.e. | n.e. |
| AG                  | 32                 | Johannes Thiemann  | 7    | 2    | 1    |
| C                   | 35                 | Landry Nnoko       | 4    | 3    | 0    |
| Allenatore:         |                    |                    |      |      |      |
| Aíto García Reneses |                    |                    |      |      |      |

| Alba Berlin | Valencia Basket |

| Alba Berlino  | Statistiche        | Valencia      |
| ------------- | ------------------ | ------------- |
|               | Statistiche        |               |
| 22/42 (52.4%) | Tiro da 2          | 12/23 (52.2%) |
| 8/27 (29.6%)  | Tiro da 3          | 14/30 (46.7%) |
| 27/32 (84.4%) | Tiri liberi        | 26/31 (83.9%) |
| 15            | Rimbalzi offensivi | 10            |
| 18            | Rimbalzi difensivi | 25            |
| 33            | Rimbalzi totali    | 35            |
| 20            | Assist             | 16            |
| 8             | Palle perse        | 19            |
| 7             | Palle rubate       | 2             |
| 1             | Stoppate           | 0             |
| 30            | Falli              | 30            |

| Quintetto titolare | Quintetto titolare | Quintetto titolare    | Pt   | Rim  | Ass  |
| ------------------ | ------------------ | --------------------- | ---- | ---- | ---- |
| P                  | 9                  | Sam Van Rossom        | 22   | 3    | 3    |
| AP                 | 19                 | Fernando San Emeterio | 16   | 4    | 2    |
| AP                 | 30                 | Joan Sastre           | 6    | 3    | 1    |
| AG                 | 10                 | Will Thomas           | 15   | 4    | 5    |
| C                  | 13                 | Mike Tobey            | 3    | 0    | 0    |
| Panchina:          |                    |                       |      |      |      |
| GA                 | 6                  | Alberto Abalde        | 4    | 2    | 0    |
| C                  | 7                  | Louis Labeyrie        | 5    | 5    | 0    |
| P                  | 8                  | Antoine Diot          | 2    | 1    | 1    |
| AC                 | 14                 | Bojan Dubljević       | 9    | 4    | 1    |
| G                  | 17                 | Rafael Martínez       | n.e. | n.e. | n.e. |
| G                  | 21                 | Matt Thomas           | 5    | 2    | 2    |
| A                  | 42                 | Aaron Doornekamp      | 5    | 3    | 1    |
| Allenatore:        |                    |                       |      |      |      |
| Jaume Ponsarnau    |                    |                       |      |      |      |

#### Gara 3
| Arbitri: | Fernando Rocha Petri Mantyla Milan Nedović |

|                                                      |          |                               |
| M. Thomas 19 Dubljević, San Emeterio 18 W. Thomas 15 | Punti    | 19 Giedraitis 14 Siva 9 Nnoko |
| Diot 7                                               | Assist   | 4 Sikma, Siva                 |
| Dubljević 8                                          | Rimbalzi | 8 Sikma                       |

| Quintetto titolare | Quintetto titolare | Quintetto titolare    | Pt | Rim | Ass |
| ------------------ | ------------------ | --------------------- | -- | --- | --- |
| P                  | 9                  | Sam Van Rossom        | 0  | 1   | 4   |
| P                  | 16                 | Guillem Vives         | 0  | 0   | 1   |
| AP                 | 19                 | Fernando San Emeterio | 18 | 2   | 2   |
| AG                 | 10                 | Will Thomas           | 15 | 3   | 2   |
| C                  | 13                 | Mike Tobey            | 1  | 4   | 1   |
| Panchina:          |                    |                       |    |     |     |
| GA                 | 6                  | Alberto Abalde        | 3  | 0   | 0   |
| C                  | 7                  | Louis Labeyrie        | 4  | 7   | 2   |
| P                  | 8                  | Antoine Diot          | 2  | 5   | 7   |
| AC                 | 14                 | Bojan Dubljević       | 18 | 8   | 3   |
| G                  | 21                 | Matt Thomas           | 19 | 1   | 3   |
| AP                 | 30                 | Joan Sastre           | 5  | 0   | 0   |
| A                  | 42                 | Aaron Doornekamp      | 4  | 1   | 0   |
| Allenatore:        |                    |                       |    |     |     |
| Jaume Ponsarnau    |                    |                       |    |     |     |

| Valencia Basket |  | Alba Berlin |

| Valencia      | Statistiche        | Alba Berlino  |
| ------------- | ------------------ | ------------- |
|               | Statistiche        |               |
| 19/35 (54.3%) | Tiro da 2          | 14/31 (45.2%) |
| 13/25 (52%)   | Tiro da 3          | 9/29 (31%)    |
| 12/19 (63.2%) | Tiri liberi        | 8/9 (88.9%)   |
| 7             | Rimbalzi offensivi | 9             |
| 28            | Rimbalzi difensivi | 25            |
| 35            | Rimbalzi totali    | 34            |
| 25            | Assist             | 15            |
| 10            | Palle perse        | 16            |
| 9             | Palle rubate       | 5             |
| 5             | Stoppate           | 5             |
| 19            | Falli              | 22            |

| Vincitrice EuroCup 2018-2019 |
| ---------------------------- |
| Valencia 4º titolo           |

| Quintetto titolare  | Quintetto titolare | Quintetto titolare | Pt | Rim | Ass |
| ------------------- | ------------------ | ------------------ | -- | --- | --- |
| P                   | 3                  | Peyton Siva        | 14 | 3   | 4   |
| P                   | 15                 | Martin Hermannsson | 5  | 0   | 2   |
| GA                  | 31                 | Rokas Giedraitis   | 19 | 2   | 0   |
| AG                  | 43                 | Luke Sikma         | 0  | 8   | 4   |
| C                   | 42                 | Dennis Clifford    | 6  | 1   | 0   |
| Panchina:           |                    |                    |    |     |     |
| P                   | 1                  | Joshiko Saibou     | 0  | 0   | 0   |
| GA                  | 5                  | Niels Giffey       | 2  | 5   | 3   |
| AG                  | 10                 | Tim Schneider      | 2  | 4   | 2   |
| AP                  | 22                 | Franz Wagner       | 0  | 2   | 0   |
| PG                  | 25                 | Kenneth Ogbe       | 0  | 1   | 0   |
| AG                  | 32                 | Johannes Thiemann  | 6  | 2   | 0   |
| C                   | 35                 | Landry Nnoko       | 9  | 4   | 0   |
| Allenatore:         |                    |                    |    |     |     |
| Aíto García Reneses |                    |                    |    |     |     |

## Squadra vincitrice
| Valencia Basket Club | Valencia Basket Club |
| Giocatori            | Staff tecnico        |
| -------------------- | -------------------- |

| N. | Naz.                                        | Ruolo | Nome                  | Anno | Alt.   | Peso   |  |
| -- | ------------------------------------------- | ----- | --------------------- | ---- | ------ | ------ |  |
| 1  | Spagna (bandiera)                           | P     | Sergi García          | 1997 | 193 cm | 82 kg  |  |
| 6  | Spagna (bandiera)                           | AP    | Alberto Abalde        | 1995 | 200 cm | 93 kg  |  |
| 7  | Francia (bandiera)                          | AC    | Louis Labeyrie        | 1992 | 209 cm | 100 kg |  |
| 8  | Francia (bandiera)                          | P     | Antoine Diot          | 1989 | 193 cm | 86 kg  |  |
| 9  | Belgio (bandiera)                           | P     | Sam Van Rossom        | 1986 | 193 cm | 88 kg  |  |
| 10 | Stati Uniti (bandiera) · Georgia (bandiera) | AG    | Will Thomas           | 1986 | 203 cm | 100 kg |  |
| 13 | Stati Uniti (bandiera)                      | C     | Mike Tobey            | 1994 | 213 cm | 115 kg |  |
| 14 | Montenegro (bandiera)                       | AC    | Bojan Dubljević       | 1991 | 205 cm | 105 kg |  |
| 16 | Spagna (bandiera)                           | P     | Guillem Vives         | 1993 | 192 cm | 78 kg  |  |
| 17 | Spagna (bandiera)                           | G     | Rafael Martínez (C)   | 1982 | 190 cm | 90 kg  |  |
| 19 | Spagna (bandiera)                           | AP    | Fernando San Emeterio | 1984 | 199 cm | 105 kg |  |
| 21 | Stati Uniti (bandiera)                      | G     | Matt Thomas           | 1994 | 196 cm | 89 kg  |  |
| 30 | Spagna (bandiera)                           | AP    | Joan Sastre           | 1991 | 201 cm | 82 kg  |  |
| 42 | Canada (bandiera) · Paesi Bassi (bandiera)  | AP    | Aaron Doornekamp      | 1985 | 201 cm | 96 kg  |  |

| Allenatore                                                           |
| - Jaume Ponsarnau                                                    |
| Assistente/i                                                         |
| - Borja Comenge Legenda - (C) Capitano - (IN) Inattivo - Infortunato |